# Aléxisz Alexandrísz
Aléxisz Alexandrísz (görögül: Αλέξης Αλεξανδρής; Kiáto, 1968. október 21. –) görög válogatott labdarúgó, csatár, edző.

## Pályafutása

### Klubcsapatban
1986 és 1991 között a Véria csapatában játszott. 1991 és 1994 között az AÉK Athén játékosa volt, melynek tagjaként három bajnoki címet szerzett és 1994-ben a társgólkirályi címet is megszerezte. 1994-től 2003-ig az Olimbiakósz csatára volt. Hét bajnoki címe mellett három alkalommal lett a görög bajnokság legeredményesebb játékosa. 2001-ben az év labdarúgójának választották Görögországban. 2004-ben a Láriszasz, 2005-ben az Athensz Kallithéa labdarúgója volt. A 2005–06-os szezonban az APÓP Kinírasz együttesét erősítette játékosedzőként.

### A válogatottban
1991 és 2002 között 42 alkalommal szerepelt a görög válogatottban és 10 gólt szerzett. Részt vett az 1994-es világbajnokságon.

## Sikerei, díjai
AÉK Athén
- Görög bajnok (3): 1991–92, 1992–93, 1993–94

Olimbiakósz
- Görög bajnok (7): 1996–97, 1997–98, 1998–99, 1999–2000, 2000–01, 2001–02, 2002–03
- Görög kupagyőztes (1): 1998–99

Egyéni
A görög bajnokság gólkirálya (4): 1993–94 (24 gól), 1996–97 (23 gól), 2000–01 (20 gól), 2001–02 (19 gól)

## Külső hivatkozások
- Aléxisz Alexandrísz adatlapja a National-Football-Teams.com oldalon (angolul)

- Aléxisz Alexandrísz (angol nyelven). FootballDatabase.eu
- Aléxisz Alexandrísz (német nyelven). eu-football.info
- Aléxisz Alexandrísz adatlapja a worldfootball.net oldalon (angolul)